# Sitaris
Sitaris – rodzaj chrząszczy z rodziny majkowatych (Meloidae). W Europie występuje siedem gatunków. W Polsce bardzo rzadko spotykany Sitaris muralis.
Gatunki:
- Sitaris emiliae Escherich, 1897
- Sitaris melanurus Küster, 1849
- Sitaris muralis (Forster, 1771)
- Sitaris rufipennis Küster, 1849
- Sitaris rufiventris Kraatz, 1884
- Sitaris solieri Pecchioli, 1839
- Sitaris tauricus Motschulsky, 1873